# Бірман Ілля Борисович
Ілля Борисович Бірман (нар. 10 серпня 1984, Челябінськ) — російський дизайнер, артдиректор дизайн-бюро Артема Горбунова, творець популярної друкарської розкладки, розробник рушія «Егея» для блогів. Творець довідкового сайту «Правила російської мови».

## Біографія
Вчився в челябінському фізико-математичному ліцеї № 31 і Південно-Уральському державному університеті (Приладобудівний факультет, кафедра ЕОМ, закінчив у 2006).

## Діяльність
У 2008 році Ілля створив схему челябінських тролейбусів і трамваїв з географічною прив'язкою до річки Міас. У 2015 році Бірман та Александр Караваєв розробили схему руху трамваїв в Челябінську. Схема стала офіційною. У 2013 році схема ліній Московського метрополітену, створена Бірманом, увійшла до трійки фіналістів конкурсу департаменту транспорту Москви.
Ілля Бірман — артдиректор бюро Артема Горбунова. На базі бюро веде курс «Користувальницький інтерфейс і подання інформації для дизайнерів, артдиректорів, менеджерів, програмістів і редакторів».

### Музика
Ілля пише композиції і робить мікси в стилях, прогресив — і текхаус, техно. Виступає під ім'ям Ninth Of Kin, а в інших напрямках під своїм.
Виступав як Діджей в Студії Артемія Лебедєва.